# Moriner
Moriner (lateinisch Morini) ist der Name eines keltischen Volksstammes.
Die Moriner waren westliche Nachbarn der Menapier.
Die Moriner lebten im damals sumpfigen und waldreichen Küstengebiet zwischen dem heutigen Dunkerque und Le Touquet-Paris-Plage. Dieses Gebiet, zwischen den Flüssen Aa und Canche, entspricht etwa dem heutigen französischen Département Pas-de-Calais.
Sie wurden im Jahre 53 v. Chr. von Julius Caesar unterworfen. Ihr Gebiet wurde damit dem Römischen Reich einverleibt. Ein Aufstand von ihnen (30–29 v. Chr.) wurde von den Römern niedergeschlagen.
Ihre Civitas war Taruenna, das heutige Thérouanne (niederl. Terwaan) etwa 20 km südlich von Saint-Omer. Die Hafenstadt Bononia, das heutige Boulogne-sur-Mer, gehörte ebenfalls zu ihrem Gebiet.